# Joseph Kramm
Joseph A. Kramm (* 30. September 1907 in Philadelphia, Pennsylvania; † 8. Mai 1992 in Far Rockaway, Queens, New York City) war ein US-amerikanischer Schauspieler und Dramatiker, der für sein Theaterstück The Shrike 1952 mit dem Pulitzer-Preis für Theater ausgezeichnet wurde.

## Leben
Kramm war zunächst als Schauspieler tätig und spielte in den 1930er Jahren in mehreren Theaterinszenierungen am Broadway mit wie in William Shakespeares Romeo und Julia (1930) den alten Mann aus der Familie Capulet und einen Franziskaner, den ‚Keller‘ in Siegfried (1930) von Jean Giraudoux, in Der grüne Kakadu (1930) von Arthur Schnitzler sowie den Dodo in Lewis Carrolls Alice im Wunderland (1932). 1940 spielte er die Rolle des Linzmann in einer Inszenierung von Ferenc Molnárs Liliom.
Nach dem Zweiten Weltkrieg begann er dann auch als Dramatiker zu arbeiten und schrieb mit The Cry of the Watchman (1947) sein erstes Theaterstück. Seinen größten Erfolg hatte er mit seinem Theaterstück The Shrike (1952), für das er mit dem Pulitzer-Preis für Theater gewürdigt und das 1955 von José Ferrer unter dem gleichnamigen Titel The Shrike (deutscher Titel: In all diesen Nächten) verfilmt wurde.  Zeitweise war er auch als Regisseur tätig und inszenierte 1962 eine Broadway-Aufführung seines Stücks Giants, Sons of Giants.
In erster Ehe war er mit der Schauspielerin Isabel Bonner verheiratet, die am 1. Juli 1955 während einer Aufführung von The Shrike in Los Angeles an den Folgen einer intrazerebralen Blutung starb. Seine zweite Ehe mit der Schauspielerin Janet Chandler wurde am 4. April 1956 nach weniger als drei Monaten Ehe geschieden.

## Dramen
- 1947: The Cry of the Watchman
- 1952: The Shrike
- 1962: Giants, Sons of Giants